# The ‘Mercury’ Demos
Albums de David Bowie
Clareville Grove Demos
(2019) Conversation Piece
(2019)
The ‘Mercury’ Demos est une compilation de David Bowie parue en juin 2019 chez Parlophone.

## Histoire
Édité sous la forme d'un 33 tours, The ‘Mercury’ Demos s'inscrit dans la continuité des coffrets Spying Through a Keyhole et Clareville Grove Demos. Il présente dix démos en mono de chansons enregistrées par David Bowie avec son ami John Hutchison au printemps 1969 dans son appartement londonien. Ces démos lui permettent de décrocher un contrat avec la maison de disques Mercury Records, qui publie son deuxième album Space Oddity à la fin de l'année.

## Titres
Toutes les chansons sont écrites et composées par David Bowie, sauf mention contraire.
| 1. | Space Oddity                               | 5:29 |
| 2. | Janine                                     | 3:54 |
| 3. | An Occasional Dream                        | 3:19 |
| 4. | Conversation Piece                         | 3:31 |
| 5. | Ching-a-Ling                               | 3:37 |
| 6. | I'm Not Quite (démo de Letter to Hermione) | 4:01 |

| 7.  | Lover to the Dawn |               | 5:02 |
| 8.  | Love Song         | Lesley Duncan | 4:09 |
| 9.  | When I'm Five     |               | 3:20 |
| 10. | Life Is a Circus  | Roger Bunn    | 5:28 |

## Musiciens
- David Bowie : chant, guitare acoustique, stylophone
- John Hutchinson : chant, guitare acoustique